# Trachelas cambridgei
Trachelas cambridgei är en spindelart som beskrevs av Kraus 1955. Trachelas cambridgei ingår i släktet Trachelas och familjen flinkspindlar. Inga underarter finns listade i Catalogue of Life.